# Kemushi no Boro
Kemushi no Boro (毛虫のボロ? lett. "Boro il bruco") è un cortometraggio d'animazione giapponese del 2018, scritto e diretto da Hayao Miyazaki esclusivamente per il Museo Ghibli, dove viene proiettato giornalmente a partire dal 21 marzo 2018.

## Trama
Boro, un bruco appena nato, compie i suoi primi passi nel mondo.

## Produzione
Kemushi no Boro trova la sua origine in alcuni bozzetti del 1995 che Miyazaki aveva realizzato con l'idea di farne un film. Il produttore Toshio Suzuki tuttavia non era convinto sarebbe stata una buona idea, vista la difficoltà nel realizzare un lungometraggio senza personaggi umani, e così gli aveva proposto di concentrarsi sulla produzione di Princess Mononoke.
In seguito al rilascio di Si alza il vento nel 2013, Miyazaki aveva poi annunciato il suo ritiro. Tuttavia, sentendo che egli voleva ancora lavorare su progetti, Suzuki gli chiese se sarebbe stato ancora interessato a creare un cortometraggio usando la sua idea sul bruco Boro. E così, nel 2015, Miyazaki decise di ritornare sui suoi passi e realizzare un corto di quasi un quarto d'ora come esclusiva per il Museo Ghibli, che narrasse «una storia di un bruco piccolo e peloso, così piccolo che può essere facilmente schiacciato tra le dita»".
Sebbene avesse in precedenza impiegato piccoli inserti in CGI per Princess Mononoke e La città incantata, Kemushi no Boro fu il primo lavoro di Miyazaki interamente realizzato in computer-grafica. Questa idea gli venne suggerita da Suzuki, poiché pensava che «la sfida di una nuova tecnica avrebbe potuto riaccender[lo]». Lo stesso regista dichiarò che «Ho idee che potrei non essere in grado di disegnare a mano, e la [CGI] potrebbe essere un modo per realizzarle - questa è la mia speranza. È una nuova tecnologia». Data la scelta del produttore, Miyazaki ha optato per un team di animatori giapponesi esperti in tale tecnica, anziché affidarsi alla Pixar sotto John Lasseter, visto che non sa il giapponese. Il 21 settembre 2015, Yuhei Sakuragi, animatore di CG, annunciò che avrebbe ufficialmente aiutato l'autore a realizzare il corto.
Il conduttore televisivo e comico nipponico Tamori doppiò tutti i personaggi e fu inoltre responsabile degli effetti sonori. Il brano al pianoforte posto alla fine del corto invece venne scritto ed eseguito dal compositore e collaboratore storico di Miyazaki Joe Hisaishi.

## Distribuzione
Toshio Suzuki affermò che Kemushi no Boro sarebbe stato completato a giugno 2017. Tuttavia venne presentato solo il 21 marzo 2018 al museo Ghibli.